# Ватвіль
Ватві́ль (фр. Vasteville) — колишній муніципалітет у Франції, у регіоні Нормандія, департамент Манш. Населення — 1121 осіб (2011).
Муніципалітет був розташований на відстані близько 310 км на захід від Парижа, 115 км на північний захід від Кана, 75 км на північний захід від Сен-Ло.

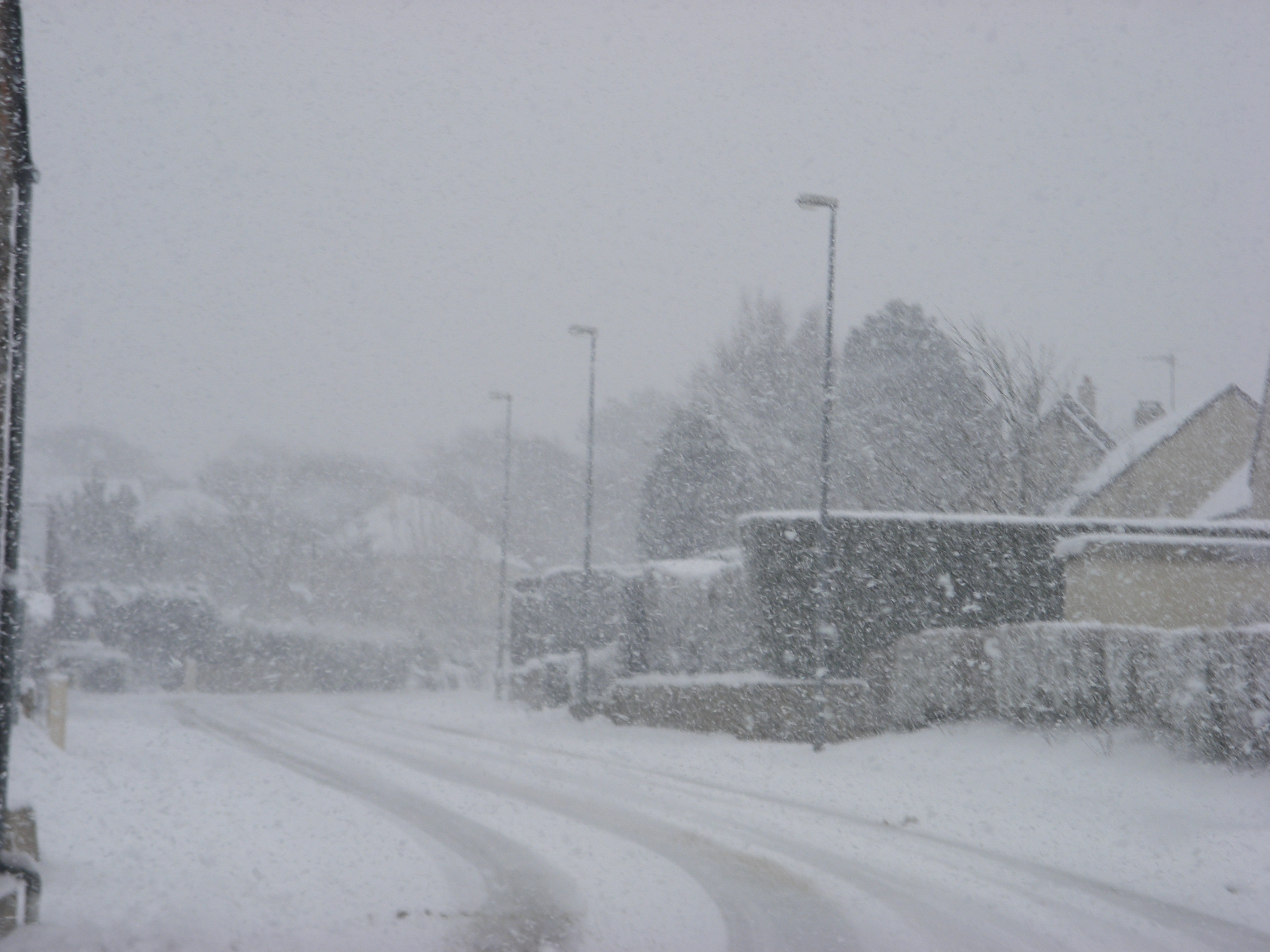

## Історія
До 2015 року муніципалітет перебував у складі регіону Нижня Нормандія. Від 1 січня 2016 року належав до нового об'єднаного регіону Нормандія.
1 січня 2017 року Ватвіль, Аквіль, Одервіль, Бомон-Аг, Бівіль, Бранвіль-Аг, Дігюльвіль, Екюльвіль, Флоттманвіль-Аг, Гревіль-Аг, Еркевіль, Жобур, Омонвіль-ла-Петіт, Омонвіль-ла-Рог, Сент-Круа-Аг, Сен-Жермен-де-Во, Тонневіль, Юрвіль-Накевіль i Вовіль було об'єднано в новий муніципалітет Ла-Аг.

## Демографія
Динаміка населення (Insee ):
Розподіл населення за віком та статтю (2006):
| Стать | Всього | До 15 років | 15-24 | 25-44 | 45-64 | 65-85 | Понад 85 |
| --- | ------ | ----------- | ----- | ----- | ----- | ----- | -------- |
| Чоловіки | 500    | 133         | 55    | 146   | 134   | 28    | 4        |
| Жінки | 490    | 141         | 51    | 160   | 98    | 32    | 8        |
| \| Статево-вікова піраміда \| Статево-вікова піраміда \| Статево-вікова піраміда \| \| ----------------------- \| ----------------------- \| ----------------------- \| \| Чоловіки \| Вік \| Жінки \| \| 4 \| 85 + \| 8 \| \| 8 \| 80-84 \| 4 \| \| 12 \| 75-79 \| 0 \| \| 4 \| 70-74 \| 20 \| \| 4 \| 65-69 \| 8 \| \| 20 \| 60-64 \| 4 \| \| 31 \| 55-59 \| 24 \| \| 63 \| 50-54 \| 31 \| \| 20 \| 45-49 \| 39 \| \| 47 \| 40-44 \| 31 \| \| 51 \| 35-39 \| 59 \| \| 24 \| 30-34 \| 31 \| \| 24 \| 25-29 \| 39 \| \| 24 \| 20-24 \| 12 \| \| 31 \| 15-20 \| 39 \| \| 43 \| 10-14 \| 39 \| \| 43 \| 5-9 \| 51 \| \| 47 \| 0-4 \| 51 \| |        |             |       |       |       |       |          |
| Статево-вікова піраміда |        |             |       |       |       |       |          |
| Чоловіки | Вік    | Жінки       |       |       |       |       |          |
| 4 | 85 +   | 8           |       |       |       |       |          |
| 8 | 80-84  | 4           |       |       |       |       |          |
| 12 | 75-79  | 0           |       |       |       |       |          |
| 4 | 70-74  | 20          |       |       |       |       |          |
| 4 | 65-69  | 8           |       |       |       |       |          |
| 20 | 60-64  | 4           |       |       |       |       |          |
| 31 | 55-59  | 24          |       |       |       |       |          |
| 63 | 50-54  | 31          |       |       |       |       |          |
| 20 | 45-49  | 39          |       |       |       |       |          |
| 47 | 40-44  | 31          |       |       |       |       |          |
| 51 | 35-39  | 59          |       |       |       |       |          |
| 24 | 30-34  | 31          |       |       |       |       |          |
| 24 | 25-29  | 39          |       |       |       |       |          |
| 24 | 20-24  | 12          |       |       |       |       |          |
| 31 | 15-20  | 39          |       |       |       |       |          |
| 43 | 10-14  | 39          |       |       |       |       |          |
| 43 | 5-9    | 51          |       |       |       |       |          |
| 47 | 0-4    | 51          |       |       |       |       |          |

## Економіка
2010 року серед 738 осіб працездатного віку (15—64 років) 552 були активними, 186 — неактивними (показник активності 74,8%, у 1999 році було 73,0%). З 552 активних мешканців працювало 510 осіб (266 чоловіків та 244 жінки), безробітними було 42 (18 чоловіків та 24 жінки). Серед 186 неактивних 61 особа була учнем чи студентом, 73 — пенсіонерами, 52 були неактивними з інших причин.

У 2010 році в муніципалітеті числилось 411 оподаткованих домогосподарств, у яких проживали 1182,0 особи, медіана доходів виносила 18 846 євро на одного особоспоживача